# Showkat Malek Jahanbani
Showkat Malek Jahanbani, född 1908, var en iransk politiker. 
Efter införandet kvinnlig rösträtt 1963 blev hon samma år en av de första kvinnorna i Irans parlament. Hon delade denna pionjärställning med Mehrangiz Manouchehrian och Shams ol-Moluk Mosahab (senatorer) och Mehrangiz Dowlatshahi, Nayereh Ebtehaj-Samii, Nezhat Nafisi, Farrokhroo Parsa och Hajar Tarbiat (som också satt i den lagstiftande församlingen). 
Hon var ledamot i Irans parlament 1963-1975 och var senator 1975-1979. 